# リカルド・トーレス
リカルド・アントニオ・トーレス・タフール（Ricardo Antonio Torres Tafur、男性、1980年2月16日 - ）は、コロンビアのプロボクサー。ボリーバル県出身。元WBO世界スーパーライト級王者。一発のパンチ力があり、9割近いKO率を誇る選手。「 Mochuelo (フクロウ) 」の異名を持つ。

## 来歴
2001年3月30日に21歳でプロデビューする。コロンビア国内での試合がほとんどであったが、KO勝ちを積み重ねていく。
2005年9月24日、WBO世界スーパーライト級王者ミゲール・コット（プエルトリコ）と対戦。序盤から激しい打ち合いになり、途中コットからダウンを奪うこともあったが、7回KO負けで王座獲得ならず。
2006年11月18日、空位のWBO世界スーパーライト級王座決定戦でマイク・アルノーティス（アメリカ合衆国）と対戦し、2-1の判定勝ちで王座を獲得した。
2007年9月1日、ケンドール・ホルト（アメリカ）と対戦し、11回TKO勝ちで2度目の王座防衛に成功した。
2008年7月5日、ケンドール・ホルトと再戦。1回、開始直後に2度のダウンを奪うも、偶然のバッティングで動きが止まったところに右ストレートでダウンを奪われレフェリーストップとなり、1回1分1秒KO負けで王座から陥落した。

## 獲得タイトル
- WBO世界スーパーライト級王座（防衛2度）